# Elefantis
Elefantis (fl. s I a. C.) fue una poetisa de la Antigua Grecia, reconocida por ser aparentemente la autora de varios manuales sobre sexualidad. Dada la popularidad entre las cortesanas griegas por usar nombres de animales como seudónimos, se especula que pudo haber más de dos personas utilizando el alias de "Elefantis". Ninguno de sus textos ha sobrevivido.

## Obras
De acuerdo a los textos de Suetonio, el emperador romano Tiberio adquirió gran parte de la obra de Elefantis en uno de sus viajes a la isla de Capri.
Uno de los poemas Priapeos hace referencia a sus libros.
También escribió un manual sobre cosmética y otro sobre métodos abortivos.